# Hôpital privé Jean Mermoz
Pour les articles homonymes, voir Mermoz.
L'hôpital privé Jean-Mermoz est situé dans le 8e arrondissement de Lyon, dans la métropole de Lyon, en région Auvergne-Rhône-Alpes. D'abord appelé « clinique de l'Europe » par son exploitant, la Générale de santé, l'établissement ouvre en 2009.

## Construction
La Générale de santé souhaite, au milieu des années 1990, moderniser ses implantations lyonnaises. Disposant alors de trois établissements (clinique Jeanne-d'Arc, clinique Sainte-Anne Lumière et clinique Saint-Jean), elle envisage de les regrouper en un site unique, plus fonctionnel, plus rationnel, plus moderne. Son nouvel établissement doit s'installer dans le quartier Mermoz, sous le nom de « clinique de l'Europe ».
La Générale de santé lance un concours d'architecture européen. En 1998, Françoise-Hélène Jourda remporte le concours d'architecture, alliée au bureau d'études Coteba. Comme elle l'indique elle-même, parmi les candidats, elle était la seule « à n'avoir jamais construit d'hôpital ». Elle propose un projet ambitieux, axé notamment sur la qualité de l'accueil des patients.
Le permis de construire est obtenu en octobre 1999, sur le terrain de l'ancienne usine de construction électrique Paris-Rhône, groupe Valeo. Les entreprises sont choisies selon la méthode du moins-disant, et le chantier de construction débute le 10 mai 2000, mais des difficultés apparaissent dans la réalisation du gros œuvre. Le titulaire de ce lot de travaux, la société Queyras, rencontre des difficultés financières à partir du printemps 2002, est mise en redressement judiciaire le 4 septembre 2002,, voit finalement son marché résilié ce même mois, et le chantier s'arrête. Quinze mois après le chantier est à l'abandon. Les erreurs sont telles que la Générale de santé fait le choix de raser ce qui avait été construit pour tout recommencer. Sur la base d'un pré-rapport d'expertise, remis lors de l'été 2003, les premières démolitions (la maison médicale) interviennent le 1er décembre 2003, mais le chantier reste à l'arrêt.
Le rapport d'expertise définitif de février 2004 débute par ces mots : « Ce rapport n'est que la synthèse des observations et des investigations menées par les experts [...], la multiplicité des désordres rendant tout à fait impossible l'inventaire exhaustif et à plus forte l'analyse détaillée ». Autant dire que tout le monde a fauté, qu'il s'agisse de la Générale de santé, de la maîtrise d’œuvre et des entreprises, dont la principale, titulaire du lot de gros œuvre, Queyras. L'expertise pointe du doigt le fait que l'offre de l'entreprise était anormalement basse, 25 % moins chère que ses confrères, 13 % en dessous de l'estimation de la maîtrise d’œuvre ; ce point est d'ailleurs contesté par la Générale de santé, qui estime avoir retenu une entreprise « dans les fourchettes financières préétablies ». Le rapport d'expertise répartit les torts à raison de 30 % de la Générale de santé, 30 % à l'entreprise Queyras et 30 % à l'architecte Françoise Jourda ; celle-ci se défendait alors en déclarant : « Les défaillances étaient à l'intérieur du béton, à l'œil nu on ne pouvait pas voir que c'était mal fait ». La part est pourtant faite entre les erreurs d'appréciation, les rattrapages dans l'urgence et les erreurs de la maîtrise d’œuvre d'une part, et la pression mise par la maîtrise d'ouvrage et ses assureurs d'autre part. La maîtrise d’œuvre d'exécution est retirée à l'architecte, qui ne garde que la responsabilité de la conception, et est confiée à Coteba, appuyé d'Arcadis. Les deux autres bâtiments, institut d'oncologie et, surtout, la clinique, achevés à 75 %, sont à leur tour démolis. Les travaux de construction ne reprennent qu'en mars 2005,.
Lors de l'annonce par voie de presse du résultat du concours d'architecture, l'objectif était d'ouvrir la « clinique de l'Europe » à la fin de l'été 2000. L'ouverture de l'hôpital privé était repoussée au printemps 2003, en particulier parce que le terrain initial s'avère trop petit. Après que les démolitions ont débuté, le souhait de la Générale de santé était d'ouvrir son établissement au second semestre 2007. L'ensemble de l'hôpital est finalement livré le 10 juin 2008, pour une ouverture au public en septembre 2008 et une inauguration de cette « Arlésienne » le 19 mars 2009, après l'ouverture des urgences en janvier 2009.
Les travaux auront coûté 58 millions d'euros, sans compter les 2,5 millions d'euros de travaux provisoires nécessaires dans les trois établissements existants, du fait de l'allongement du délai de réalisation ; ce projet a dès lors été qualifié « d'éléphant blanc ». Lors de l'attribution du concours, le coût estimé de la construction était de 200 millions de francs (soit 30,5 millions d'euros en valeur 1998) ; les experts ont quant à eux estimé le coût de la démolition et de la reconstruction à 17,2 millions d'euros.

## Fonctionnement
L'hôpital comporte à son ouverture trois entités, accueillant une maison médicale et une clinique dans un premier bâtiment, et un institut d'oncologie dans un second ; leurs surfaces respectives sont de 3 200 m2, 25 700 m2 et 3 500 m2. L'hébergement compte 420 lits et places, pour 209 lits. Il a connu depuis plusieurs extensions.
La clinique regroupe quatre bunkers de radiothérapie et un de curiethérapie, des espaces de chimiothérapie, vingt-et-un blocs chirurgicaux, un plateau d'imagerie médicale, un service de dialyse, 52 cabinets de consultation, etc. Il dispose également d'une crèche à l'usage du personnel médical.